# Duncan Suttles
Duncan Suttles (* 21. Dezember 1945 in San Francisco, USA) ist ein kanadischer Schachspieler.
Duncan Suttles wurde 1967 Internationaler Meister, ist seit 1973 Großmeister und seit 1982 Fernschach-Großmeister. Er gewann 1969 die kanadische Meisterschaft und spielte bei acht Schacholympiaden für Kanada (1964, 1966, 1968, 1970, 1972, 1974, 1982 und 1984). Seine prozentual beste Punktausbeute erzielte er 1968 bei der Olympiade in Lugano mit 11,5 Zählern aus 17 Partien am zweiten Brett. Beim Turnier von San Antonio 1972 wurde Suttles Siebter und errang dabei seine letzte Norm für den Großmeister-Titel, im Jahr darauf gewann er die US-Open. 
Suttles' Elo-Zahl beträgt 2420 (Stand: September 2016), er wird jedoch als inaktiv geführt, da er seit 1984 keine gewertete Partie mehr gespielt hat. Seine höchste Elo-Zahl von 2485 hatte er im Juli 1973.
Duncan Suttles spielte auch Fernschach. Er gewann das Eino Heilimo Gedenkturnier II (1978–1982). Unter den 17 Teilnehmern waren Kaarle Ojanen (10 Punkte), Juliane Hund (8 Punkte) und der frühere Fernschach-Vizeweltmeister Lucius Endzelins (6 Punkte). Duncan Suttles zog sich in den 1980er Jahren vom Turnierschach zurück und arbeitete als Informatiker, unter anderem als Aktienanalyst und in der Schachprogrammierung.